# Епархия Бе-Комо
Епархия Бе-Комо (лат. Dioecesis Sinus Comoënsis) — епархия Римско-Католической церкви с центром в городе Бе-Комо, Канада. Епархия Бе-Комо входит в архиепархию святого Германа. Кафедральным собором епархии Бе-Комо является собор святого Жана Эда в городе Бе-Комо.

## История
29 мая 1882 года Святой Престол учредил Апостольскую префектуру Залива святого Лаврентия, выделив её из епархии Римуски. 2 сентября 1905 года Апостольская префектура была преобразована в Апостольский викариат. 13 июля 1945 года Апостольский викариат залива святого Лаврентия уступила часть своей территории новому Апостольскому викариату Лабрадора.
24 ноября 1945 года Апостольский викариат Залива святого Лаврентия был преобразован в епархию Залива святого Лаврентия. 29 февраля 1960 года епархия Залива святого Лаврентия была переименована в епархию Отерив и 14 июля 1986 года епархия Отерив была переименована в епархию Бе-Комо.
31 мая 2007 года епархия Бе-Комо была расширена за счёт территории упразднённой епархии Лабрадора-Шеффервилла.

## Ординарии епархии
- епископ François-Xavier Bossé (1882—1892);
- епископ Michel-Thomas Labrecque (1892—1903);
- епископ Gustave Maria Blanche (12.09.1905 — 26.07.1916);
- епископ Patrice Alexandre Chiasson (27.07.1917 — 9.09.1920);
- епископ Julien-Marie Leventoux (28.03.1922 — январь 1938);
- епископ Napoléon-Alexandre Labrie (30.03.1938 — 7.12.1956);
- епископ Gérard Couturier (27.12.1956 — 7.09.1974);
- епископ Jean-Guy Couture (21.06.1975 — 5.04.1979);
- епископ Роже Эбашер (30.06.1979 — 30.03.1988);
- епископ Maurice Couture (1.12.1988 — 17.03.1990);
- епископ Joseph Paul Pierre Morissette (17.03.1990 — 3.07.2008);
- епископ Jean-Pierre Blais (12.12.2008 — по настоящее время).

## Источник
- Annuario Pontificio, Libreria Editrice Vaticana, Città del Vaticano, 2003, ISBN 88-209-7422-3